# Benjamin Hall

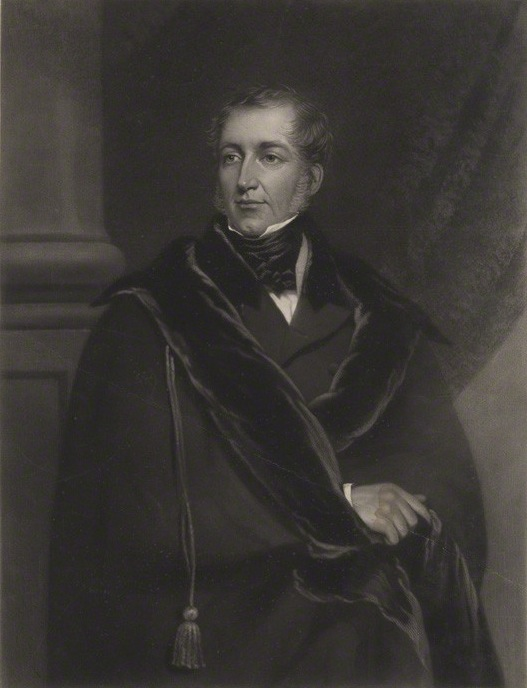
Benjamin Hall

Benjamin Hall (Abergavenny, Monmouthshire, Gales el 8 de noviembre de 1802 - Westminster, Londres el 27 de abril de 1867). Fue un ingeniero civil y político. Hijo de un industrial, en 1832 se lo nombró miembro del Parlamento por la ciudad de Monmouth en el sur de Gales, durando 5 años en el puesto. 
Designado primer barón de Llanover en 1838 y nombrado Secretario de Trabajo en 1855. En este puesto ordenó la construcción de la Torre del Reloj del Parlamento dándosele el sobrenombre de la campana "Big Ben" (posiblemente en su honor: big= gran, Ben = apócope cariñoso del nombre Benjamin) en 1856. 
Ahora tal campana cuelga en la Torre del Reloj del Palacio de Westminster en Londres.
- Datos: Q2568971